# کامسوبین
کامسوبین (انگلیسی: Comando Raggruppamento Subacquei e Incursori Teseo Tesei) یگان نیروهای ویژه و عملیات امداد و نجات زیرمجموعه نیروی دریایی ایتالیا است، که در سال ۱۹۳۹ تأسیس شد.